# Raül I de Vexin
Raül I de Vexin, Amiens i Valois (esmentat com a Raül I d'Ostrevent o Ostrevant i Raül de Gouy), mort el 926, va ser comte de Vexin, d'Amiens i de Valois. Era fill d'una Heilwis, o Helvide, que es va casar de nou en segones noves amb el comte Roger I de Laon.
Es va casar cap el 915 o abans amb Hildegarda, hereva dels comtes Ermenfroi i Gozdert, i filla probable del primer. Aquests dos comtes posseïen els comtats d'Amiens, de Valois i del Vexin. Édouard de Saint-Phalle pensa que Ermenfroi posseïa els tres comtats, però Pierre Baudin assenyala que seria Raül qui va reagrupar els tres comtats. En qualsevol cas, és cert que els va rebre per via de la seva esposa.
D'Hildegardd, va tenir:
- Raül II, mort el 943, comte de Vexin, d'Amiens i de Valois
- Probablement Gualter, qui esdevindrà igualment comte de Vexin, d'Amiens i de Valois. Durant molt de temps es va pensar que Gualter era fill de Raül II per raons cronològiques, però ha estat demostrat que la vídua de Raül II no havia tingut fills, i es considera ara Gualter com un germà (molt més jove) de Raül II.

## Una filiació incerta
És tradicionalment considerat com un fill d'Hucbald de Gouy, comte d'Ostrevant, i d'Heilwis de Friül. Aquesta filiació es basa en la identificació d'Heilwis, la vídua que es va casar de nou amb Roger I de Laon, amb Heilwis de Friül, esposa d'Hucbald de Gouy. Però aquesta identificació crea problemes cronològics que la fa improbable.
Una altra hipòtesi ha estat avançada: Helwis, dona de Roger de Laon, seria filla d'Hucbald de Gouy i d'Heilwis de Friül. El seu primer marit seria Gualter de Laon, el que explicaria l'aparició del nom de Gualter entre els comtes del Vexin.
|                                |                                |                                |                                |                                |                                |                               |                               |                               |                               |                        |                        | reconstrucció tradicional         | reconstrucció tradicional         | reconstrucció tradicional         | reconstrucció tradicional         | reconstrucció tradicional         | reconstrucció tradicional         |                               |                               |                               |                               |  |  |  |  |  |  |  |  |                                       |                                       |                                       |                                       |                                       |                                       |  |  |                                |                                |                                |                                |                                |                                |                                |                                |                                |                                |                               |                               | reconstrucció recent          | reconstrucció recent          | reconstrucció recent   | reconstrucció recent   | reconstrucció recent           | reconstrucció recent           |                                |                                |                                   |                                   |                                   |                                   |                                   |                                   |  |  |  |  |  |  |  |  |  |  |  |  |  |  |  |  |  |  |  |  |  |  |  |  |  |  |
|                                |                                |                                |                                |                                |                                |                               |                               |                               |                               |                        |                        | reconstrucció tradicional         | reconstrucció tradicional         | reconstrucció tradicional         | reconstrucció tradicional         | reconstrucció tradicional         | reconstrucció tradicional         |                               |                               |                               |                               |  |  |  |  |  |  |  |  |                                       |                                       |                                       |                                       |                                       |                                       |  |  |                                |                                |                                |                                |                                |                                |                                |                                |                                |                                |                               |                               | reconstrucció recent          | reconstrucció recent          | reconstrucció recent   | reconstrucció recent   | reconstrucció recent           | reconstrucció recent           |                                |                                |                                   |                                   |                                   |                                   |                                   |                                   |  |  |  |  |  |  |  |  |  |  |  |  |  |  |  |  |  |  |  |  |  |  |  |  |  |  |
|                                |                                |                                |                                |                                |                                |                               |                               |                               |                               |                        |                        | Lluís el Pietós († 840) emperador | Lluís el Pietós († 840) emperador | Lluís el Pietós († 840) emperador | Lluís el Pietós († 840) emperador | Lluís el Pietós († 840) emperador | Lluís el Pietós († 840) emperador |                               |                               |                               |                               |  |  |  |  |  |  |  |  |                                       |                                       |                                       |                                       |                                       |                                       |  |  |                                |                                |                                |                                |                                |                                |                                |                                |                                |                                |                               |                               |                               |                               |                        |                        |                                |                                |                                |                                | Lluís el Pietós († 840) emperador | Lluís el Pietós († 840) emperador | Lluís el Pietós († 840) emperador | Lluís el Pietós († 840) emperador | Lluís el Pietós († 840) emperador | Lluís el Pietós († 840) emperador |  |  |  |  |  |  |  |  |  |  |  |  |  |  |  |  |  |  |  |  |  |  |  |  |  |  |
|                                |                                |                                |                                |                                |                                |                               |                               |                               |                               |                        |                        | Lluís el Pietós († 840) emperador | Lluís el Pietós († 840) emperador | Lluís el Pietós († 840) emperador | Lluís el Pietós († 840) emperador | Lluís el Pietós († 840) emperador | Lluís el Pietós († 840) emperador |                               |                               |                               |                               |  |  |  |  |  |  |  |  |                                       |                                       |                                       |                                       |                                       |                                       |  |  |                                |                                |                                |                                |                                |                                |                                |                                |                                |                                |                               |                               |                               |                               |                        |                        |                                |                                |                                |                                | Lluís el Pietós († 840) emperador | Lluís el Pietós († 840) emperador | Lluís el Pietós († 840) emperador | Lluís el Pietós († 840) emperador | Lluís el Pietós († 840) emperador | Lluís el Pietós († 840) emperador |  |  |  |  |  |  |  |  |  |  |  |  |  |  |  |  |  |  |  |  |  |  |  |  |  |  |
|                                |                                |                                |                                | Eberhard marq. Friül           | Eberhard marq. Friül           | Eberhard marq. Friül          | Eberhard marq. Friül          | Eberhard marq. Friül          | Eberhard marq. Friül          |                        |                        | Gisela (filla de Lluís el Pietós) | Gisela (filla de Lluís el Pietós) | Gisela (filla de Lluís el Pietós) | Gisela (filla de Lluís el Pietós) | Gisela (filla de Lluís el Pietós) | Gisela (filla de Lluís el Pietós) |                               |                               |                               |                               |  |  |  |  |  |  |  |  |                                       |                                       |                                       |                                       |                                       |                                       |  |  |                                |                                |                                |                                |                                |                                |                                |                                |                                |                                |                               |                               | Eberhard marq. Friül          | Eberhard marq. Friül          | Eberhard marq. Friül   | Eberhard marq. Friül   | Eberhard marq. Friül           | Eberhard marq. Friül           |                                |                                | Gisela (filla de Lluís el Pietós) | Gisela (filla de Lluís el Pietós) | Gisela (filla de Lluís el Pietós) | Gisela (filla de Lluís el Pietós) | Gisela (filla de Lluís el Pietós) | Gisela (filla de Lluís el Pietós) |  |  |  |  |  |  |  |  |  |  |  |  |  |  |  |  |  |  |  |  |  |  |  |  |  |  |
|                                |                                |                                |                                | Eberhard marq. Friül           | Eberhard marq. Friül           | Eberhard marq. Friül          | Eberhard marq. Friül          | Eberhard marq. Friül          | Eberhard marq. Friül          |                        |                        | Gisela (filla de Lluís el Pietós) | Gisela (filla de Lluís el Pietós) | Gisela (filla de Lluís el Pietós) | Gisela (filla de Lluís el Pietós) | Gisela (filla de Lluís el Pietós) | Gisela (filla de Lluís el Pietós) |                               |                               |                               |                               |  |  |  |  |  |  |  |  |                                       |                                       |                                       |                                       |                                       |                                       |  |  |                                |                                |                                |                                |                                |                                |                                |                                |                                |                                |                               |                               | Eberhard marq. Friül          | Eberhard marq. Friül          | Eberhard marq. Friül   | Eberhard marq. Friül   | Eberhard marq. Friül           | Eberhard marq. Friül           |                                |                                | Gisela (filla de Lluís el Pietós) | Gisela (filla de Lluís el Pietós) | Gisela (filla de Lluís el Pietós) | Gisela (filla de Lluís el Pietós) | Gisela (filla de Lluís el Pietós) | Gisela (filla de Lluís el Pietós) |  |  |  |  |  |  |  |  |  |  |  |  |  |  |  |  |  |  |  |  |  |  |  |  |  |  |
|                                |                                |                                |                                |                                |                                |                               |                               |                               |                               |                        |                        |                                   |                                   |                                   |                                   |                                   |                                   |                               |                               |                               |                               |  |  |  |  |  |  |  |  |                                       |                                       |                                       |                                       |                                       |                                       |  |  |                                |                                |                                |                                |                                |                                |                                |                                |                                |                                |                               |                               |                               |                               |                        |                        |                                |                                |                                |                                |                                   |                                   |                                   |                                   |                                   |                                   |  |  |  |  |  |  |  |  |  |  |  |  |  |  |  |  |  |  |  |  |  |  |  |  |  |  |
|                                |                                |                                |                                |                                |                                |                               |                               |                               |                               |                        |                        |                                   |                                   |                                   |                                   |                                   |                                   |                               |                               |                               |                               |  |  |  |  |  |  |  |  |                                       |                                       |                                       |                                       |                                       |                                       |  |  |                                |                                |                                |                                |                                |                                |                                |                                |                                |                                |                               |                               |                               |                               |                        |                        |                                |                                |                                |                                |                                   |                                   |                                   |                                   |                                   |                                   |  |  |  |  |  |  |  |  |  |  |  |  |  |  |  |  |  |  |  |  |  |  |  |  |  |  |
|                                |                                |                                |                                |                                |                                |                               |                               |                               |                               |                        |                        |                                   |                                   |                                   |                                   |                                   |                                   |                               |                               |                               |                               |  |  |  |  |  |  |  |  | Robert el Fort († 866) marq. Nèustria | Robert el Fort († 866) marq. Nèustria | Robert el Fort († 866) marq. Nèustria | Robert el Fort († 866) marq. Nèustria | Robert el Fort († 866) marq. Nèustria | Robert el Fort († 866) marq. Nèustria |  |  | Adalhelm († 891) comte de Laon | Adalhelm († 891) comte de Laon | Adalhelm († 891) comte de Laon | Adalhelm († 891) comte de Laon | Adalhelm († 891) comte de Laon | Adalhelm († 891) comte de Laon |                                |                                | Hucbald de Gouy                | Hucbald de Gouy                | Hucbald de Gouy               | Hucbald de Gouy               | Hucbald de Gouy               | Hucbald de Gouy               |                        |                        | Heilwis de Friül               | Heilwis de Friül               | Heilwis de Friül               | Heilwis de Friül               | Heilwis de Friül                  | Heilwis de Friül                  |                                   |                                   |                                   |                                   |  |  |  |  |  |  |  |  |  |  |  |  |  |  |  |  |  |  |  |  |  |  |  |  |  |  |
|                                |                                |                                |                                |                                |                                |                               |                               |                               |                               |                        |                        |                                   |                                   |                                   |                                   |                                   |                                   |                               |                               |                               |                               |  |  |  |  |  |  |  |  | Robert el Fort († 866) marq. Nèustria | Robert el Fort († 866) marq. Nèustria | Robert el Fort († 866) marq. Nèustria | Robert el Fort († 866) marq. Nèustria | Robert el Fort († 866) marq. Nèustria | Robert el Fort († 866) marq. Nèustria |  |  | Adalhelm († 891) comte de Laon | Adalhelm († 891) comte de Laon | Adalhelm († 891) comte de Laon | Adalhelm († 891) comte de Laon | Adalhelm († 891) comte de Laon | Adalhelm († 891) comte de Laon |                                |                                | Hucbald de Gouy                | Hucbald de Gouy                | Hucbald de Gouy               | Hucbald de Gouy               | Hucbald de Gouy               | Hucbald de Gouy               |                        |                        | Heilwis de Friül               | Heilwis de Friül               | Heilwis de Friül               | Heilwis de Friül               | Heilwis de Friül                  | Heilwis de Friül                  |                                   |                                   |                                   |                                   |  |  |  |  |  |  |  |  |  |  |  |  |  |  |  |  |  |  |  |  |  |  |  |  |  |  |
|                                |                                |                                |                                |                                |                                |                               |                               |                               |                               |                        |                        |                                   |                                   |                                   |                                   |                                   |                                   |                               |                               |                               |                               |  |  |  |  |  |  |  |  |                                       |                                       |                                       |                                       |                                       |                                       |  |  |                                |                                |                                |                                |                                |                                |                                |                                |                                |                                |                               |                               |                               |                               |                        |                        |                                |                                |                                |                                |                                   |                                   |                                   |                                   |                                   |                                   |  |  |  |  |  |  |  |  |  |  |  |  |  |  |  |  |  |  |  |  |  |  |  |  |  |  |
|                                |                                |                                |                                |                                |                                |                               |                               |                               |                               |                        |                        |                                   |                                   |                                   |                                   |                                   |                                   |                               |                               |                               |                               |  |  |  |  |  |  |  |  |                                       |                                       |                                       |                                       |                                       |                                       |  |  |                                |                                |                                |                                |                                |                                |                                |                                |                                |                                |                               |                               |                               |                               |                        |                        |                                |                                |                                |                                |                                   |                                   |                                   |                                   |                                   |                                   |  |  |  |  |  |  |  |  |  |  |  |  |  |  |  |  |  |  |  |  |  |  |  |  |  |  |
| Hucbald de Gouy                | Hucbald de Gouy                | Hucbald de Gouy                | Hucbald de Gouy                | Hucbald de Gouy                | Hucbald de Gouy                |                               |                               | Heilwis de Friül              | Heilwis de Friül              | Heilwis de Friül       | Heilwis de Friül       | Heilwis de Friül                  | Heilwis de Friül                  |                                   |                                   | Roger I († 926) comte de Laon     | Roger I († 926) comte de Laon     | Roger I († 926) comte de Laon | Roger I († 926) comte de Laon | Roger I († 926) comte de Laon | Roger I († 926) comte de Laon |  |  |  |  |  |  |  |  |                                       |                                       |                                       |                                       |                                       |                                       |  |  |                                |                                |                                |                                | Gualter († 892) comte de Laon  | Gualter († 892) comte de Laon  | Gualter († 892) comte de Laon  | Gualter († 892) comte de Laon  | Gualter († 892) comte de Laon  | Gualter († 892) comte de Laon  |                               |                               | Heilwis                       | Heilwis                       | Heilwis                | Heilwis                | Heilwis                        | Heilwis                        |                                |                                | Roger I († 926) comte de Laon     | Roger I († 926) comte de Laon     | Roger I († 926) comte de Laon     | Roger I († 926) comte de Laon     | Roger I († 926) comte de Laon     | Roger I († 926) comte de Laon     |  |  |  |  |  |  |  |  |  |  |  |  |  |  |  |  |  |  |  |  |  |  |  |  |  |  |
| Hucbald de Gouy                | Hucbald de Gouy                | Hucbald de Gouy                | Hucbald de Gouy                | Hucbald de Gouy                | Hucbald de Gouy                |                               |                               | Heilwis de Friül              | Heilwis de Friül              | Heilwis de Friül       | Heilwis de Friül       | Heilwis de Friül                  | Heilwis de Friül                  |                                   |                                   | Roger I († 926) comte de Laon     | Roger I († 926) comte de Laon     | Roger I († 926) comte de Laon | Roger I († 926) comte de Laon | Roger I († 926) comte de Laon | Roger I († 926) comte de Laon |  |  |  |  |  |  |  |  |                                       |                                       |                                       |                                       |                                       |                                       |  |  |                                |                                |                                |                                | Gualter († 892) comte de Laon  | Gualter († 892) comte de Laon  | Gualter († 892) comte de Laon  | Gualter († 892) comte de Laon  | Gualter († 892) comte de Laon  | Gualter († 892) comte de Laon  |                               |                               | Heilwis                       | Heilwis                       | Heilwis                | Heilwis                | Heilwis                        | Heilwis                        |                                |                                | Roger I († 926) comte de Laon     | Roger I († 926) comte de Laon     | Roger I († 926) comte de Laon     | Roger I († 926) comte de Laon     | Roger I († 926) comte de Laon     | Roger I († 926) comte de Laon     |  |  |  |  |  |  |  |  |  |  |  |  |  |  |  |  |  |  |  |  |  |  |  |  |  |  |
|                                |                                |                                |                                |                                |                                |                               |                               |                               |                               |                        |                        |                                   |                                   |                                   |                                   |                                   |                                   |                               |                               |                               |                               |  |  |  |  |  |  |  |  |                                       |                                       |                                       |                                       |                                       |                                       |  |  |                                |                                |                                |                                |                                |                                |                                |                                |                                |                                |                               |                               |                               |                               |                        |                        |                                |                                |                                |                                |                                   |                                   |                                   |                                   |                                   |                                   |  |  |  |  |  |  |  |  |  |  |  |  |  |  |  |  |  |  |  |  |  |  |  |  |  |  |
|                                |                                |                                |                                | Raül I († 926) comte de Vexin  | Raül I († 926) comte de Vexin  | Raül I († 926) comte de Vexin | Raül I († 926) comte de Vexin | Raül I († 926) comte de Vexin | Raül I († 926) comte de Vexin |                        |                        | Roger II († 942) comte de Laon    | Roger II († 942) comte de Laon    | Roger II († 942) comte de Laon    | Roger II († 942) comte de Laon    | Roger II († 942) comte de Laon    | Roger II († 942) comte de Laon    |                               |                               |                               |                               |  |  |  |  |  |  |  |  |                                       |                                       |                                       |                                       |                                       |                                       |  |  |                                |                                |                                |                                |                                |                                |                                |                                | Raül I († 926) comte de Vexin  | Raül I († 926) comte de Vexin  | Raül I († 926) comte de Vexin | Raül I († 926) comte de Vexin | Raül I († 926) comte de Vexin | Raül I († 926) comte de Vexin |                        |                        | Roger II († 942) comte de Laon | Roger II († 942) comte de Laon | Roger II († 942) comte de Laon | Roger II († 942) comte de Laon | Roger II († 942) comte de Laon    | Roger II († 942) comte de Laon    |                                   |                                   |                                   |                                   |  |  |  |  |  |  |  |  |  |  |  |  |  |  |  |  |  |  |  |  |  |  |  |  |  |  |
|                                |                                |                                |                                | Raül I († 926) comte de Vexin  | Raül I († 926) comte de Vexin  | Raül I († 926) comte de Vexin | Raül I († 926) comte de Vexin | Raül I († 926) comte de Vexin | Raül I († 926) comte de Vexin |                        |                        | Roger II († 942) comte de Laon    | Roger II († 942) comte de Laon    | Roger II († 942) comte de Laon    | Roger II († 942) comte de Laon    | Roger II († 942) comte de Laon    | Roger II († 942) comte de Laon    |                               |                               |                               |                               |  |  |  |  |  |  |  |  |                                       |                                       |                                       |                                       |                                       |                                       |  |  |                                |                                |                                |                                |                                |                                |                                |                                | Raül I († 926) comte de Vexin  | Raül I († 926) comte de Vexin  | Raül I († 926) comte de Vexin | Raül I († 926) comte de Vexin | Raül I († 926) comte de Vexin | Raül I († 926) comte de Vexin |                        |                        | Roger II († 942) comte de Laon | Roger II († 942) comte de Laon | Roger II († 942) comte de Laon | Roger II († 942) comte de Laon | Roger II († 942) comte de Laon    | Roger II († 942) comte de Laon    |                                   |                                   |                                   |                                   |  |  |  |  |  |  |  |  |  |  |  |  |  |  |  |  |  |  |  |  |  |  |  |  |  |  |
|                                |                                |                                |                                |                                |                                |                               |                               |                               |                               |                        |                        |                                   |                                   |                                   |                                   |                                   |                                   |                               |                               |                               |                               |  |  |  |  |  |  |  |  |                                       |                                       |                                       |                                       |                                       |                                       |  |  |                                |                                |                                |                                |                                |                                |                                |                                |                                |                                |                               |                               |                               |                               |                        |                        |                                |                                |                                |                                |                                   |                                   |                                   |                                   |                                   |                                   |  |  |  |  |  |  |  |  |  |  |  |  |  |  |  |  |  |  |  |  |  |  |  |  |  |  |
| Raül II († 943) comte de Vexin | Raül II († 943) comte de Vexin | Raül II († 943) comte de Vexin | Raül II († 943) comte de Vexin | Raül II († 943) comte de Vexin | Raül II († 943) comte de Vexin |                               |                               | Gualter comte de Vexin        | Gualter comte de Vexin        | Gualter comte de Vexin | Gualter comte de Vexin | Gualter comte de Vexin            | Gualter comte de Vexin            |                                   |                                   |                                   |                                   |                               |                               |                               |                               |  |  |  |  |  |  |  |  |                                       |                                       |                                       |                                       |                                       |                                       |  |  |                                |                                |                                |                                | Raül II († 943) comte de Vexin | Raül II († 943) comte de Vexin | Raül II († 943) comte de Vexin | Raül II († 943) comte de Vexin | Raül II († 943) comte de Vexin | Raül II († 943) comte de Vexin |                               |                               | Gualter comte de Vexin        | Gualter comte de Vexin        | Gualter comte de Vexin | Gualter comte de Vexin | Gualter comte de Vexin         | Gualter comte de Vexin         |                                |                                |                                   |                                   |                                   |                                   |                                   |                                   |  |  |  |  |  |  |  |  |  |  |  |  |  |  |  |  |  |  |  |  |  |  |  |  |  |  |
| Raül II († 943) comte de Vexin | Raül II († 943) comte de Vexin | Raül II († 943) comte de Vexin | Raül II († 943) comte de Vexin | Raül II († 943) comte de Vexin | Raül II († 943) comte de Vexin |                               |                               | Gualter comte de Vexin        | Gualter comte de Vexin        | Gualter comte de Vexin | Gualter comte de Vexin | Gualter comte de Vexin            | Gualter comte de Vexin            |                                   |                                   |                                   |                                   |                               |                               |                               |                               |  |  |  |  |  |  |  |  |                                       |                                       |                                       |                                       |                                       |                                       |  |  |                                |                                |                                |                                | Raül II († 943) comte de Vexin | Raül II († 943) comte de Vexin | Raül II († 943) comte de Vexin | Raül II († 943) comte de Vexin | Raül II († 943) comte de Vexin | Raül II († 943) comte de Vexin |                               |                               | Gualter comte de Vexin        | Gualter comte de Vexin        | Gualter comte de Vexin | Gualter comte de Vexin | Gualter comte de Vexin         | Gualter comte de Vexin         |                                |                                |                                   |                                   |                                   |                                   |                                   |                                   |  |  |  |  |  |  |  |  |  |  |  |  |  |  |  |  |  |  |  |  |  |  |  |  |  |  |